# The Incorrigible Dukane
The Incorrigible Dukane è un film muto del 1915 diretto da James Durkin.

## Produzione
Il film fu prodotto dalla Famous Players Film Company. Alcune fonti riportano che la sceneggiatura si basa su una commedia di George C. Shedd, ma non è stata trovata nessuna informazione a supporto

## Distribuzione
Il copyright del film, richiesto dalla Famous Players Film Co., fu registrato il 26 agosto 1915 con il numero LU6200.
Distribuito dalla Paramount Pictures e presentato da Daniel Frohman, il film uscì nelle sale cinematografiche statunitensi il 2 settembre 1915.
Copia completa della pellicola si trova conservata negli archivi del George Eastman House di Rochester e del BFI/National Film And Television Archive di Londra.